# Kecamatan Tabukan Tengah
Kecamatan Tabukan Tengah är ett distrikt i Indonesien.   Det ligger i provinsen Sulawesi Utara, i den nordöstra delen av landet, 2 300 km nordost om huvudstaden Jakarta. Kecamatan Tabukan Tengah ligger på ön Sangihe Besar Island.